# Nikolai Kamanin
Nikolai Petrovich Kamanin (Melenki, 18 de outubro de 1908 - 11 de março de 1982) foi um aviador soviético, herói de guerra durante a II Guerra Mundial e posteriormente chefe do departamento de treinamento de cosmonautas do programa espacial soviético.

## Biografia
Em 1934, aos 26 anos, foi condecorado como Herói da União Soviética por sua ação durante o resgate dos tripulantes do SS Chelyuskin, navio explorador polar encalhado e afundado numa crosta de gelo e icebergs do Mar de Chukchi, no Oceano Ártico.
Durante a guerra, ele comandou uma brigada, uma divisão e um corpo aéreo consecutivamente, na luta contra a Alemanha nazista, atingindo a patente de coronel-general e o comando das forças de reserva soviéticas após a guerra. Entre 1960 e 1971, como chefe do departamento de cosmonautas da Roskosmos, recrutou, selecionou e treinou os pilotos integrantes da primeira geração de cosmonautas soviéticos, entre eles Yuri Gagarin, Gherman Titov e Aleksei Leonov. Um entusiasta de que os cosmonautas tivessem controle manual da pilotagem das espaçonaves, ao contrário das posições do cientista-chefe Sergei Korolev, chefe do programa espacial soviético e um defensor da automação completa das naves, ele foi demitido do posto em 1971, após a tragédia que vitimou a tripulação da Soyuz 11. No ano seguinte, retirou-se do serviço ativo.
Kamanin foi o representante da força aérea soviética no programa espacial, um entusiasta dos voos tripulados e uma grande influência da área militar na corrida espacial. Seus diários da época, publicados entre 1995 e 2001, estão entre os documentos mais importantes como fonte de informação do progresso do programa espacial da URSS.